# Tajay Gayle
Tajay Gayle (* 2. August 1996 in Kingston) ist ein jamaikanischer Leichtathlet, der sich auf den Weitsprung spezialisiert hat. Er ist aktuell Inhaber des Landesrekordes und wurde 2019 Weltmeister.

## Sportliche Laufbahn
2016 trat Tajay Gayle vermehrt im Weitsprung an und stellte eine Bestleistung von 7,54 m auf. Im folgenden Jahr sprang er am 11. Februar in Montego Bay zum ersten Mal über 8 Meter. Im Juli startete er beim Diamond League Meeting in Rabat, seinem ersten Wettkampf außerhalb Jamaikas. Mit 7,41 m blieb er aber hinter seinen bisherigen Saisonleistungen zurück. Bei den Commonwealth Games 2018 im australischen Gold Coast belegte er mit 8,12 m den vierten Platz. In Rom steigerte er sich auf 8,17 m, sein erster Sieg in der Diamond League gelang ihm am 13. Juli in Rabat. Bei den NACAC-Meisterschaften Anfang August in Toronto gewann er mit 8,24 m die Silbermedaille hinter Marquis Dendy aus den Vereinigten Staaten. Nach einem zweiten Patz in Birmingham trat er beim Finale der Diamond League in Zürich an und wurde mit 8,15 m Vierter. Am 4. Mai 2019 verbesserte er sich in Kingston auf 8,30 m. Zwei Wochen später gewann er in Shanghai zum zweiten Mal einen Wettbewerb der Diamond League. Im August nahm er erstmals an den Panamerikanischen Spielen in Lima teil und gewann dort mit 8,17 m die Silbermedaille hinter dem Kubaner Juan Miguel Echevarría. Zudem qualifizierte er sich für die Weltmeisterschaften in Doha und siegte dort mit neuem jamaikanischen Rekord und Jahresweltbestleistung von 8,69 m völlig überraschend, erreichte er das Finale doch nur als Zwölfter der Qualifikation. Bei den Olympischen Sommerspielen 2021 verletzte sich Gayle in der Qualifikationsrunde am linken Knie, er sprang dennoch im dritten Versuch 8,14 m und zog ins Finale ein, wo er allerdings nach zwei Fehlversuchen mit einem Sprung auf 7,69 m als 10. ausschied. Zuvor siegte er mit 8,55 m bei der Bauhaus-Galan und wurde beim Herculis mit 8,29 m Zweiter.
2022 schied er bei den Weltmeisterschaften in Eugene ohne einen gültigen Versuch in der Qualifikationsrunde aus und anschließend gewann er bei den NACAC-Meisterschaften in Freeport mit 7,81 m die Silbermedaille hinter dem US-Amerikaner William Williams. Zudem siegte er mit 8,26 m beim Meeting Città di Padova. Im Jahr darauf gewann er bei den Weltmeisterschaften in Budapest mit einem Sprung auf 8,27 m im Finale die Bronzemedaille hinter dem Griechen Miltiadis Tendoglou und seinem Landsmann Wayne Pinnock. 2024 belegte er bei den Hallenweltmeisterschaften in Glasgow mit 7,89 m den sechsten Platz, ehe er im August bei den Olympischen Sommerspielen in Paris mit 7,78 m in der Qualifikationsrunde ausschied. Anschließend siegte er mit 8,28 m beim Memorial Van Damme in Brüssel und sicherte sich damit den Gesamtsieg in der Diamond League. Im Jahr darauf gelangte er bei den Hallenweltmeisterschaften in Nanjing mit 7,83 m auf Rang zehn.
In den Jahren 2019 und 2021 wurde Gayle jamaikanischer Meister im Weitsprung.